# Wolfgang Seidel
Pour les articles homonymes, voir Seidel.
Wolfgang Seidel, né le 4 juillet 1926 à Dresde (Allemagne) et mort le 1er mars 1987 à Munich, est un ancien pilote automobile allemand. 

## Biographie
Sa carrière en sport automobile couvre l'ensemble des années 1950, et s'arrête en 1963 (5e encore des 1 000 kilomètres du Nürburgring en 1962 avec Peter Nöcker).
Il a notamment pris le départ de neuf Grands Prix de championnat du monde entre 1953 et 1962, et a terminé cinquième des 24 Heures du Mans en 1955, sur Porsche, associé à Olivier Gendebien (pour cinq participations consécutives jusqu'en 1959). Il s'est imposé au dernier Circuit d'Orléans en Sport sur Porsche 550, aussi en 1955, et surtout il a gagné la Targa Florio en 1959, avec la Porsche 718 RSK du Porsche KG, en faisant la paire avec son compatriote Edgar Barth.
En 1958, il gagne l'Eifelrennen Nürburgring et à Pferdsfeld, en 1959 à Trier et de nouveau au Pferdsfeld International, puis en 1960 le GP de Spa, entre autres courses notables sur une Ferrari 250 GT.
En endurance encore, il a été 5e des 1 000 kilomètres du Nürburgring en 1953 (sur Veritas Comet RS), 2e des 12 Heures de Reims en 1957 sur Ferrari 250 GT avec Phil Hill, 3e des 12 Heures de Sebring en 1958 avec Harry Schell sur la Porsche 718 RSK , et il s'est imposé aux 6 Heures d'Hockenheim sur une Fiat-Abarth 750 Record Monza en 1960.

## Résultats en championnat du monde de Formule 1
| Saison | Écurie                                    | Châssis              | Moteur                   | Pneus   | GP disputés | Points inscrits | Classement |
| ------ | ----------------------------------------- | -------------------- | ------------------------ | ------- | ----------- | --------------- | ---------- |
| 1953   | Privé                                     | Veritas RS           | Veritas 6 en ligne       | Dunlop  | 1           | 0               | n.c.       |
| 1958   | Scuderia Centro Sud                       | Maserati 250F        | Maserati 6 en ligne      | Pirelli | 2           | 0               | n.c.       |
| 1960   | Privé                                     | Cooper T45           | Climax 4 en ligne        | Dunlop  | 1           | 0               | n.c.       |
| 1961   | Scuderia Colonia                          | Lotus 18             | Climax 4 en ligne        | Dunlop  | 3           | 0               | n.c.       |
| 1962   | Écurie Maasbergen Autosport Team W Seidel | Emeryson 61 Lotus 24 | Climax 4 en ligne BRM V8 | Dunlop  | 2           | 0               | n.c.       |

## Résultats aux 24 heures du Mans
| Année | Équipe                 | Voiture             | Équipiers          | Résultat |
| ----- | ---------------------- | ------------------- | ------------------ | -------- |
| 1955  | Écurie Nationale Belge | Porsche 550 RS 1500 | Olivier Gendebien  | 5e       |
| 1957  | Wolfgang Seidel        | DKW Coupé Monza     | Heinz Meier        | Abandon  |
| 1958  | Scuderia Ferrari       | Ferrari 250 TR 58   | Wolfgang von Trips | Abandon  |
| 1959  | Porsche KG             | Porsche 718 RSK     | Edgar Barth        | Abandon  |
| 1960  | Porsche KG             | Porsche 718 RS 60   | Edgar Barth        | 11e      |